# Ignazio Zullo
Ignazio Zullo (Cassano delle Murge, 20 agosto 1959) è un politico italiano.

## Biografia
Laureato in medicina e chirurgia nel 1985 presso l'Università degli Studi di Bari Aldo Moro, si è poi specializzato in Ortopedia e in Igiene e prevenzione. Residente a Bitritto, è stato assessore al comune di Cassano delle Murge dal 24 aprile 1995 al 20 dicembre 1996 ed è stato poi più volte eletto al consiglio comunale dal 2004 al 2022, ricoprendo anche la carica di presidente del consiglio dal 2009 al 2014. È stato eletto la prima volta al Consiglio regionale della Puglia nel 2005 ed è stato riconfermato anche nel 2010, nel 2015 e nel 2020. Alle elezioni politiche del 2022 viene eletto senatore per Fratelli d'Italia.